# Acacidiplosis hamata
Acacidiplosis hamata är en tvåvingeart som beskrevs av Gagne 1993. Acacidiplosis hamata ingår i släktet Acacidiplosis och familjen gallmyggor.
Artens utbredningsområde är Kenya. Inga underarter finns listade i Catalogue of Life.